# Lista de divindades mesopotâmicas

Divindades na antiga Mesopotâmia eram quase exclusivamente antropomórficas. Acreditava-se que possuíam poderes extraordinários e eram frequentemente imaginadas como sendo de tamanho físico tremendo. As divindades usavam normalmente melam, uma substância ambígua que "as cobria de um esplendor aterrador" e que podia também ser utilizada por heróis, reis, gigantes e até demónios. O efeito que tem sobre o humano que ver o melam de uma divindade é descrito como ni, uma palavra para o "rastejamento físico da carne". Tanto o sumério como a língua acádia contêm muitas palavras para exprimir a sensação de ni, incluindo a palavra puluhtu, que significa "medo". As divindades eram quase sempre representadas usando gorros com chifres, constituídos por até sete pares sobrepostos de chifres de boi. Por vezes, também eram representadas usando roupas com elaborados ornamentos decorativos de ouro e prata cosidos nelas.
Os antigos Mesopotâmios acreditavam que as suas divindades viviam no Céu,, mas que a estátua de um deus era uma personificação física do próprio deus. Assim, as estátuas de culto recebiam cuidado e atenção constantes e um grupo de sacerdotes era designado para cuidar delas. Estes sacerdotes vestiam as estátuas e preparavam banquetes diante delas para que pudessem "comer". Acreditava-se que o templo de uma divindade era literalmente o local de residência desta divindade. Os deuses possuíam barcos, barcaças de tamanho normal que eram normalmente armazenados dentro dos seus templos e eram utilizados para transportar as suas estátuas de culto ao longo dos cursos de água durante vários festivais religiosos. Os deuses tinham também carruagens, que eram utilizadas para transportar as suas estátuas de culto por terra. Por vezes, a estátua de culto de uma divindade era transportada para o local de uma batalha para que a divindade pudesse assistir ao desenrolar da batalha. Acreditava-se que as principais divindades do panteão mesopotâmico participavam na "assembleia dos deuses", através da qual os deuses tomavam todas as suas decisões. Esta assembleia era vista como uma contraparte divina da sistema legislativo semi-democrático que existiu durante a Terceira Dinastia de Ur (c. 2112 a.C. – c. 2004 a.C.).
O panteão mesopotâmico evoluiu muito ao longo da sua história. De um modo geral, a história da religião mesopotâmica pode ser dividida em quatro fases. Durante a primeira fase, a partir do quarto milénio a.C., os domínios das divindades centravam-se sobretudo nas necessidades básicas da sobrevivência humana. Durante a segunda fase, que ocorreu no terceiro milénio a.C., a hierarquia divina tornou-se mais estruturada e reis deificados começaram a entrar no panteão. Durante a terceira fase, no segundo milénio a.C., os deuses adorados por uma pessoa individual e os deuses associados aos plebeus tornaram-se mais predominantes. Durante a quarta e última fase, no primeiro milénio a.C., os deuses tornaram-se intimamente associados a impérios e governantes humanos específicos. Os nomes de mais de Foram recuperados 3000 divindades mesopotâmicos de textos cuneiformes. Muitos deles são de longas listas de divindades compiladas por antigos escribas da Mesopotâmia. A mais longa destas listas é um texto intitulado An = Anum, uma obra académica babilónica que lista os nomes de mais de 2.000 divindades. Embora por vezes erroneamente considerada simplesmente como uma lista de deuses sumérios com os seus equivalentes acádios, tinha como objectivo fornecer informações sobre as relações entre deuses individuais, bem como breves explicações sobre as funções desempenhadas por eles. Para além de cônjuges e filhos de deuses, também listava os seus servos.
Vários termos foram empregues para descrever grupos de divindades. O termo colectivo Anunnaki é atestado pela primeira vez durante o reinado de Gudea (c. 2144 – 2124 a.C.) e da Terceira Dinastia de Ur. Este termo referia-se geralmente às principais divindades do céu e da terra, dotadas de imensos poderes, que se acreditava que "decretavam os destinos da humanidade". Gudea descreveu-os como "Lamma (divindades tutelares) de todos os países." Embora seja comum na literatura moderna assumir-se que em alguns contextos o termo foi aplicado a divindades ctónicas do submundo, esta visão é considerada infundada pela assiriologista Dina Katz, que aponta que ela se baseia inteiramente no mito da Descida de Inanna, que não contradiz necessariamente a definição convencional dos Anunnaki e não os identifica explicitamente como deuses do submundo. Referências inequívocas aos Anunnaki como ctónicos provêm de fontes da hurrita (em vez de mesopotâmicas), nas quais o termo foi aplicado a uma classe de deuses hurritas distintos em vez disso. Os Anunnaki são mencionados principalmente em textos literários e muito pouca evidência para apoiar a existência de qualquer culto distinto deles foi descoberta devido ao facto de que cada divindade que poderia ser considerada um membro dos Anunnaki tinha o seu próprio culto individual, separado dos outros. Da mesma forma, ainda não foi descoberta nenhuma representação dos Anunnaki como um grupo distinto, embora tenham sido identificadas algumas representações dos seus membros individuais frequentes. Outro termo coletivo semelhante para divindades era Igigi, atestado pela primeira vez na período antigo babilónico (c. 1830 a.C. – c. 1531 a.C.). O nome Igigi parece ter sido originalmente aplicado aos "grandes deuses", mas mais tarde passou a referir-se a todos os deuses do Céu coletivamente. Em alguns casos, os termos Anunnaki e Igigi são utilizados como sinónimos.

## Principais divindades
Samuel Noah Kramer, escrevendo em 1963, afirmou que as três divindades mais importantes no panteão mesopotâmico durante todos os períodos eram as divindades An, Enlil e Enqui. No entanto, pesquisas mais recentes mostram que a disposição do topo do panteão pode variar dependendo do período e da localização. A lista de deuses Fara indica que por vezes Enlil, Inana e Enqui eram considerados as três divindades mais importantes. Inana era também a divindade mais importante em Uruk e em vários outros centros políticos no período de Uruk. Gudea considerava Ninhursag, em vez de Enki, a terceira divindade de maior destaque. Uma fonte da Antiga Babilónia conserva uma tradição na qual Nanna era o rei dos deuses, e Anu, Enlil e Enqui meramente seus conselheiros, provavelmente uma visão esposada pelos sacerdotes de Nanna em Ur, e mais tarde em Harrã. Um antigo nome pessoal babilónico refere-se a Shamash como "Enlil dos deuses", possivelmente refletindo a existência de uma crença semelhante ligada a ele entre o seu clero também, embora ao contrário da doutrina da supremacia do deus da lua, aceite por Nabonido, não tenha encontrado apoio real em momento algum. Em Zabban, uma cidade no nordeste da Babilónia, Hadad era o chefe do panteão. No primeiro milénio a.C. Marduk tornou-se o deus supremo na Babilónia, e algumas fontes posteriores omitem completamente Anu e Enlil e afirmam que Ea recebeu a sua posição em relação a Marduk. Em algumas inscrições neobabilónicas, o estatuto de Nabu era igual ao de Marduk. Na Assíria, Assur era considerado o deus supremo.
O número sete era extremamente importante na cosmologia da antiga Mesopotâmia. Na religião suméria, as divindades mais poderosas e importantes do panteão eram por vezes denominadas de os "sete deuses que decretam": An, Enlil, Enki, Ninhursag, Nana, Utu e Inana. Muitas divindades importantes na mitologia suméria estavam associadas a corpos celestes específicos: Acreditava-se que Inana era o planeta Vénus, Acreditava-se que Utu era o Sol, e Nana era a Lua. No entanto, as divindades menores também podiam ser associados a planetas, por exemplo, Marte era por vezes chamado de Simut, e Ninsianna era uma divindade de Vénus distinta de Inana em pelo menos alguns contextos.
| Nome                         | Imagem | Principais centros de culto                                                                       | Corpo celeste                   | Detalhes |              |
| ---------------------------- | --- | ------------------------------------------------------------------------------------------------- | ------------------------------- | --- | ------------ |
| An Anu                       | Sinal cuneiforme para "Anu" ou "Céu" | Templo Eanna em Uruk                                                                              | Céu equatorial                  | An (em sumério), mais tarde conhecido por Anu (em acádio), era o Deus supremo e "principal motor da criação", personificado pelo céu. É o primeiro e mais distante antepassado, concebido teologicamente como o Deus do Céu na sua "obscuridade transcendental". Em alguns sistemas teológicos, acreditava-se que todas as divindades eram descendentes de An e da sua consorte Ki. No entanto, o próprio Anu foi descrito como descendente de vários seres primordiais em vários textos (listas de deuses, encantamentos, etc.), e Enlil era frequentemente equipado com a sua própria árvore genealógica elaborada separada da de Anu. Enquanto An era descrito como o deus supremo, pelo menos na altura dos primeiros registos escritos o deus principal em termos de culto real era Enlil. A supremacia de Anu foi, portanto, "sempre um tanto nominal", de acordo com Wilfred G. Lambert. Luludanitu, uma pedra multicolorida (vermelha, branca e preta), foi-lhe associada. |              |
| Enlil Nunamnir, Ellil        | Antigo selo cilíndrico persa datado entre 550 e 330 a.C., representando um rei não identificado usando a coroa de chifres, o principal símbolo de Enlil                | Templo Ekur em Nippur                                                                             | Céu do Norte                    | Enlil, mais tarde conhecido por Ellil, é o deus do vento, do ar, da terra e das tempestades e o chefe de todos os deuses. Os Sumérios imaginavam Enlil como uma divindade benevolente e paternal, que zela pela humanidade e se preocupa com o seu bem-estar. Um hino sumério descreve Enlil como tão glorioso que nem os outros deuses podiam olhar para ele. O seu culto estava intimamente ligado à cidade sagrada de Nippur e, após Nippur ter sido saqueada pelos Elamitas em 1230 a.C., o seu culto entrou em declínio. Acabou por ser equiparado no seu papel de divindade principal por Marduk, o deus nacional dos Babilónios, e Assur, que desempenhou um papel análogo para os Assírios. Esteve associado ao lápis-lazúli. |              |
| Enki Nudimmud, Ninshiku, Ea  | Pormenor de Enki do Selo Adda, um antigo selo cilíndrico acádico datado de aproximadamente 2300 a.C.                                                                   | Templo E-Abzu em Eridu                                                                            | Canopus, céu meridional         | Enki, mais tarde conhecido por Ea, e também ocasionalmente chamado Nudimmud ou Ninšiku, era o deus do oceano subterrâneo de água doce, que também estava intimamente associado à sabedoria, magia, encantamentos, artes e ofícios. Era filho de An ou da deusa Nammu, e é o primeiro caso o irmão gémeo de Ishkur. A sua mulher era a deusa Damgalnuna (Ninhursag) e os seus filhos incluem os deuses Marduk, Asarluhi, Enbilulu, o sábio Adapa, e a deusa Nanshe. O seu sukkal, ou ministro, era o deus mensageiro de duas faces Isimud. Enki foi o benfeitor divino da humanidade, que ajudou os humanos a sobreviver ao Grande Dilúvio. Em Enki e a Ordem Mundial, organiza "em pormenor cada característica do mundo civilizado." Em Inanna e Enki, é descrito como detentor do sagrado mes, as tábuas referentes a todos os aspetos da vida humana. Estava associado ao jaspe. |              |
| Marduk                       | Marduk e o seu dragão Mušḫuššu, de um selo cilíndrico babilónico | Babilónia                                                                                         | Júpiter                         | Marduk é o deus nacional dos Babilónios. A expansão do seu culto acompanhou de perto a ascensão histórica da Babilónia e, após assimilar várias divindades locais, incluindo um deus chamado Asarluhi, ele acabou por ser paralelo a Enlil como o chefe dos deuses. Algumas fontes posteriores chegam a omitir Enlil e Anu por completo, e afirmam que recebeu a sua posição de Marduk. A sua mulher era a deusa Sarpānītu. |              |
| Ashur                        | Uma figura neo-assíria de um "arqueiro com um manto de penas", simbolizando Ashur                                                                                      | Assur                                                                                             |                                 | Ashur era o deus nacional dos Assírios. Foi proposto que originalmente era a deificação da cidade de Assur, ou talvez da colina no topo da qual foi construída. Inicialmente, não tinha qualquer ligação com outras divindades, não tendo pais, cônjuge ou filhos. A única deusa relacionada com ele, embora de forma pouco clara, era Šerua. Mais tarde, foi sincretizado com Enlil, e como resultado Ninlil era por vezes considerada sua esposa, e Ninurta e Zababa como seus filhos. Sargão II iniciou a tendência para escrever o seu nome com os mesmos sinais que o de Anshar, um ser primordial considerado o pai de Anu na teologia do Enuma Elish. Pode ter sido originalmente uma divindade local associada à cidade de Assur, mas, com o crescimento do Império Assírio, o seu culto foi introduzido no sul Mesopotâmia. Nos textos assírios, Bel era um título de Ashur, e não de Marduk. |              |
| Nabu                         | Estátua de Nabu do seu templo em Nimrud, em exposição no Museu Britânico                                                                                               | Borsippa, Kalhu                                                                                   | Mercúrio                        | Nabu era o deus mesopotâmico dos escribas e da escrita. A sua mulher era a deusa Tashmetu e pode ter estado associado ao planeta Mercúrio, embora a evidência tenha sido descrita como "circunstancial" por Francesco Pomponio. Mais tarde, foi associado à sabedoria e à agricultura. Nos períodos da Antiga Babilónia e do início dos cassitas, o seu culto era popular apenas na Mesopotâmia central (Babilónia, Sippar, Kish, Dilbat, Lagaba), tinha uma extensão limitada em áreas periféricas (Susa em Elam, Mari na Síria) e há pouca ou nenhuma evidência disso em cidades como Ur e Nippur, em nítido contraste com evidências posteriores. No primeiro milénio a.C. tornou-se um dos deuses mais proeminentes da Babilónia. Na Assíria, a sua proeminência cresceu nos séculos VIII e VII a.C. Em Kalhu e Nínive, acabou por se tornar mais comum em nomes pessoais do que o deus principal assírio Ashur. Substituiu também Ninurta como deus principal de Kalhu. Nos períodos neo-babilónicos, algumas inscrições de reis como Nabucodonosor II indicam que Nabu poderia ter precedência mesmo sobre o deus supremo da Babilónia, Marduk. O seu culto também se difundiu para além da Mesopotâmia, para cidades como Palmira, Hierápolis, Edessa ou Dura Europos, e para o Egipto, até Elefantina, onde em fontes do finais do primeiro milénio a.C. é o deus estrangeiro mais frequentemente atestado ao lado de Javé. |              |
| Nanna Enzu, Zuen, Suen, Sin  | Nanna-Suen retratado numa impressão de selo cilíndrico | Templo E-kiš-nu-ğal em Ur e outro templo em Harran                                                | Lua                             | Nanna, Enzu ou Zuen ("Senhor da Sabedoria") em sumério, mais tarde alterado como Suen e Sin em acádico, é o antigo deus mesopotâmico da Lua. Era filho de Enlil e Ninlil e um dos seus mitos mais proeminentes foi um relato de como foi concebido e de como fez o seu caminho do submundo para Nippur. Um sistema teológico onde Nanna, em vez de Enlil, era o rei dos deuses, é conhecido a partir de um texto do período da Antiga Babilónia; no fragmento preservado Enlil, Anu, Enki e Ninhursag serviram como seus conselheiros, juntamente com os seus filhos Utu e Inanna. Outras referências a Nanna ocupar tal posição são conhecidas por nomes pessoais e vários textos, com alguns a afirmarem que detém "os títulos de Anu e Enlil", e Wilfred G. Lambert presume que era considerado o deus supremo pelo seu clero em Ur e Harran. |              |
| Utu Shamash                  | Representação de Shamash da Tábua de Shamash (c. 888 – 855 a.C.), mostrando-o sentado no seu trono, administrando a justiça enquanto segura um símbolo de vara e anel  | Templos de E-Babbar em Sippar e Larsa                                                             | Dom                             | Utu, mais tarde conhecido por Shamash, é o antigo deus mesopotâmico do Sol, que era também venerado como o deus da verdade, da justiça e da moralidade. Era filho de Nanna e irmão gémeo de Inanna. Acreditava-se que Utu via tudo o que acontecia durante o dia e auxiliava os mortais em perigo. Ao lado de Inanna, Utu era o executor da justiça divina. |              |
| Inanna Ishtar                | Relevo babilónico em terracota de Ishtar de Eshnunna (início do segundo milénio a.C.)                                                                                  | Templo de Eanna em Uruk, embora também tivesse templos em Nippur, Lagash, Shuruppak, Zabalam e Ur | Vénus                           | Inanna, mais tarde conhecida por Ishtar, é "a divindade feminina mais importante da antiga Mesopotâmia em todos os períodos". Era a deusa suméria do amor, da sexualidade, da prostituição e da guerra. Era a personificação divina do planeta Vénus, a estrela da manhã e noite. Os relatos sobre a sua ascendência variam; na maioria dos mitos, é geralmente apresentada como filha de Nanna e Ningal, mas, noutras histórias, é filha de Enki ou An juntamente com uma mãe desconhecida. Os Sumérios tinham mais mitos sobre ela do que sobre qualquer outra divindade. Muitos dos mitos que a envolvem giram em torno das suas tentativas de usurpar o controlo dos domínios das outras divindades. O seu mito mais famoso é a história da sua descida ao submundo, em que tenta conquistar o submundo, o domínio da sua irmã mais velha Ereshkigal, mas é atingida morta pelos sete juízes do submundo. Só é revivida devido à intervenção de Enki e o seu marido Dumuzid é obrigado a ocupar o seu lugar no Submundo. Ao lado do seu irmão gémeo Utu, Inanna era a executora do justiça divina. |              |
| Ninhursag Damgalnuna, Ninmah | Impressão de selo cilíndrico acadiano representando uma deusa da vegetação, possivelmente Ninhursag, sentada num trono rodeada de adoradores (cerca de 2350–2150 a.C.) | Templo de E-Mah em Adab, Kesh                                                                     |                                 | Ninhursag ("Senhora das cadeias montanhosas" ), também conhecida por Damgalnuna, Ninmah, Nintur e Aruru, era a deusa-mãe mesopotâmica. As suas funções principais estavam relacionadas com o nascimento (mas geralmente não com a amamentação e a educação dos filhos).crianças, com exceção de fontes do início de Lagash) e da criação. As descrições dela como "mãe" nem sempre se referiam à maternidade no sentido literal ou à ascendência de outras divindades, mas por vezes representavam a sua estima e autoridade como divindade sénior, semelhante às referências a grandes divindades masculinas como Enlil ou Anu como "pais". Certos governantes mortais reivindicaram-na como sua mãe, um fenómeno registado já durante o reinado de Mesilim de Kish (c. 2700 a.C.). Era a esposa de Enki, embora em alguns locais (incluindo Nippur) o seu marido fosse Šulpae. Inicialmente, nenhuma cidade tinha Ninhursag como sua deusa tutelar. Mais tarde, o seu templo principal foi o E-Mah em Adab, originalmente dedicado a uma divindade masculina menor, Ašgi. Foi também associada à cidade de Kesh, onde substituiu a deusa local Nintur, e era por vezes chamada "Bēlet-ilī de Kesh" ou "a de Kesh". É possível que o seu emblema fosse um símbolo semelhante à letra grega posterior ómega. |              |
| Ninurta Ninĝírsu             | Ninurta retratada num relevo de um palácio de Nínive | Templo de E-šu-me-ša em Nippur, Girsu, Lagash, e posteriormente Kalhu na Assíria                  | Saturno, originalmente Mercúrio | Ninurta, também conhecido por Ningirsu, era uma divindade guerreira mesopotâmica que era adorada na Suméria desde os tempos mais antigos. Foi o campeão dos deuses contra o pássaro Anzû depois de este ter roubado a Tábua dos Destinos do seu pai Enlil e, num mito que é mencionado em muitas obras, mas nunca totalmente preservado, matou um grupo de guerreiros conhecidos como os "Heróis Mortos". Ninurta era também uma divindade agrícola e o deus patrono dos agricultores. No poema épico Lugal-e, mata o demónio Asag e utiliza pedras para construir os rios Tigre e Eufrates, tornando-os úteis para a irrigação. Os seus principais símbolos eram um pássaro empoleirado e um lavrado. |              |
| Nergal                       | Escultura antiga parta do deus Nergal de Hatra, datada do primeiro ou segundo século d.C.                                                                              | Templo E-Meslam em Kutha e Mashkan-shapir                                                         | Marte                           | Nergal foi associado ao submundo e é o marido de Ereshkigal. Também foi associado a incêndios florestais (e identificado com o deus do fogo, Gibil), febres, pragas e guerra. Nos mitos, causa destruição e devastação. No período neobabilónico, em muitos documentos oficiais, Nergal é listado imediatamente a seguir aos deuses supremos Marduk e Nabu, e antes de divindades proeminentes como Shamash e Sin. |              |
| Dumuzid Tammuz               | Antiga impressão de selo cilíndrico sumério mostrando Dumuzid a ser torturado no Submundo pelos demónios galla                                                         | Bad-tibira e Kuara                                                                                |                                 | Dumuzid, mais tarde conhecido pela forma corrompida Tamuz, é o antigo deus mesopotâmico dos pastores e o consorte principal da deusa Inanna. A sua irmã é a deusa Geshtinanna. Para além de ser o deus dos pastores, Dumuzid era também uma divindade agrícola associada ao crescimento das plantas. Os povos do antigo Próximo Oriente associavam o Dumuzid à primavera, quando a terra era fértil e abundante, mas, durante os meses de Verão, quando a terra era seca e estéril, pensava-se que Dumuzi | 2013\|p=77}} |
| Ishkur Adad, Hadad           | Soldados assírios de Assurbanipal transportando uma estátua de Adad | Karkar,{{sfn\| Schwemer \|                                                                        |                                 | Ishkur, mais tarde conhecido por Adad ou Hadad (da raiz *hdd, "trovejar"), era o deus mesopotâmico das tempestades e da chuva. No norte da Mesopotâmia, onde a agricultura dependia fortemente da chuva, estava entre as divindades mais proeminentes, e mesmo no sul estava classificado entre os "grandes deuses". Nas listas de deuses, a sua posição é semelhante à de Sin, Shamash e Ishtar. Ishkur já está atestado como o deus de Karkar no período Uruk, no entanto, evidências como nomes teofóricos indicam que a popularidade do deus do tempo só cresceu em períodos posteriores sob o nome acádio. Hadad já está atestado como o nome do deus do tempo em fontes antigas de Ebla. Na Mesopotâmia, estes dois deuses começaram a fundir-se no período Sargónico, e parece que já era impossível encontrar uma distinção clara entre eles no período Ur III. Enquanto os textos do norte enfatizam o carácter benevolente do deus do tempo como um portador de chuva, no sul ele era frequentemente associado a fenómenos climáticos destrutivos, incluindo poeira tempestades, embora mesmo aí ele fosse creditado por tornar o crescimento de plantas possível em áreas que não eram irrigadas. Ele era considerado filho de An, embora menos comummente fosse também referido como filho de Enlil. A sua mulher era Shala, enquanto o seu sukkal era Nimgir, o relâmpago deificado. Para além de ser um deus do tempo, Hadad era também um deus da lei e guardião de juramentos, bem como um deus da adivinhação (extispício). Nestas funções, era associado a Shamash. Em Zabban, uma cidade no nordeste da Babilónia, era considerado o chefe do panteão local. Nas fontes assírias, estava intimamente ligado às campanhas militares dos reis. Kurba'il, na fronteira norte do império, era considerado o seu centro de culto mais notável nos tempos neo-assírios. Nas listas de deuses, deuses meteorológicos estrangeiros, como hurrita Teshub ("Adad de Subartu"), cassitas Buriyaš ou Ugaritico Baal eram considerados os seus equivalentes. |              |
| Ištaran                      | | Der                                                                                               |                                 | Ištaran era um deus proeminente, que servia como divindade tutelar da cidade-estado suméria de Der, que se situava a leste do rio Tigre, na fronteira entre a Mesopotâmia e o Elam. A sua esposa era a deusa Šarrat-Dēri, cujo nome significa "Rainha de Der", ou, em alternativa, Manzat (deusa do arco-íris), e o seu sukkal era o deus-serpente Nirah. Era considerado um juiz divino, e dizia-se que os reis "faziam justiça como Ištaran". Um texto do final do Período Dinástico Inicial invoca Ištaran para resolver uma disputa fronteiriça entre as cidades de Lagash e Umma. Numa das suas inscrições, o Rei Gudea de Lagash refere ter instalado um santuário para Ištaran no templo de Ningirsu em Girsu e descreve Ištaran como um deus da justiça. Em kudurrus (pedras de fronteira), Ištaran é frequentemente representado por uma serpente, que pode ser Nirah ou o próprio Ištaran. É também possível que ele seja o deus com a parte inferior do corpo ofídica conhecida por selos cilíndricos. Num ritual associado ao templo Ekur em Nippur, Ištaran é um "deus moribundo" e é equiparado a Dumuzid. Uma referência a Ištaran como um deus moribundo também aparece num texto tardio de Assur. O seu culto nacional entrou em declínio durante Período Babilónico Médio, embora ele ainda aparecesse em documentos como concessões de terras neoassírias. No no entanto, em Der continuou a ser venerado também em períodos posteriores. |              |
| Ninshubur                    | Ninshubur retratada numa impressão de selo cilíndrico (c. 2334–2154 a.C.)                                                                                              | Akkil; adorado com Inanna como seu sukkal                                                         | Órion                           | Os assiriólogos consideram Ninshubur o sukkal ("vizir") mais comummente adorado, um tipo de divindade que serve de assistente pessoal de outra pessoa. A sua amante era Inanna. Muitos textos indicam que eram consideradas muito próximas uma da outra, chegando um a enumerar Ninshubur com o título de "vizir amado", antes dos familiares de Inanna, exceto o seu marido Dumuzi. Aparece consistentemente como a primeira entre os cortesãos de Inanna nas listas de deuses, geralmente seguida por outra divindade comummente adorada, Nanaya. Foi retratada como capaz de "apaziguar" Inanna, e como "inabalavelmente leal" na sua devoção à sua. No mito sumério de Inanna e Enki, Ninshubur resgata Inanna dos monstros que Enki envia para capturá-la, enquanto em A Descida de Inanna ao Submundo, ela implora aos deuses Enlil, Nanna e finalmente Enki num esforço para os persuadir a resgatar Inanna do Submundo. Era considerada uma sábia conselheira dos seus mestres divinos e governantes humanos. Para além de ser a suckal de Inanna, também serviu An e a assembleia divina. Na mitologia acádia posterior, Ninshubur foi sincretizada com as divindades mensageiras masculinas Ilabrat e Papsukkal, embora este processo não tenha sido concluído até Selêucida vezes. Ninshubur era popular na esfera da religião pessoal, por exemplo, como divindade tutelar de uma família específica, devido à crença de que podia mediar entre humanos e deuses de posição superior. |              |
| Nisaba                       | | Eresh, mais tarde Nippur                                                                          |                                 | Nisaba era originalmente uma deusa dos cereais e da agricultura, mas, a partir do Período Dinástico Inicial, desenvolveu-se numa deusa da escrita, da contabilidade e do conhecimento dos escribas. A sua principal cidade de culto, Eresh, foi evidentemente proeminente nos primeiros períodos, mas após o reinado de Shulgi quase desapareceu completamente dos registos. Os textos que mencionam Nisaba são esporadicamente atestados tão a oeste como Ebla e Ugarit, embora seja incerto se era ativamente venerada mais a oeste do que Mari. Nisaba era a mãe da deusa Sud, sincretizada com a esposa de Enlil Ninlil, e como resultado era considerada sua sogra. Enquanto uma tradição menos comum a identificava como filha de Enlil, era geralmente considerada filha de Uraš, e referências Anu ou Ea como o seu pai são conhecidas na literatura do primeiro milénio a.C. O seu marido era o deus Haya. Há poucas evidências directas de templos (em Nippur era adorada no templo da sua filha Ninlil) e clero de Nisaba, mas Os textos literários eram geralmente terminados com a doxologia "louvor a Nisaba!" ou outras invocações à mesma. O termo "casa da sabedoria de Nisaba" atestado em muitos textos era provavelmente um termo genérico para instituições ligadas aescrita. A sua importância começou a decair (especialmente fora dos círculos dos escribas) após o período da Antiga Babilónia, embora existam atestados até do reinado de Nabopolassar. |              |
| Zababa                       | | Kish                                                                                              |                                 | Zababa era um deus da guerra que servia como divindade tutelar de Kish. O seu templo principal era E-mete-ursag. O primeiro testemunho dele vem do Período Dinástico Inicial. Durante o reinado de reis da Babilónia Antiga, como Hamurabi, era Zababa, em vez de Ninurta, que era considerado o principal deus da guerra. Foi inicialmente considerado filho de Enlil, mas Senaquerib chamou-lhe filho de Ashur em vez disso. Inicialmente a sua esposa era Ishtar de Kish (considerada separada de Ishtar de Uruk), mas após o período da Antiga Babilónia foi substituída por Bau nesta função e continuou a ser adorada independentemente dele. Em alguns textos Zababa utiliza armas geralmente associadas a Ninurta e luta contra os seus inimigos míticos, e em algumas ocasiões era chamado de "Nergal de Kish", mas todos estes três deuses eram considerados separados. Numa lista de divindades é chamado de "Marduk da batalha". O seu símbolo principal era um bastão com a cabeça de um águia. O seu sukkal era Papsukkal. |              |

## Seres primordiais
Várias civilizações ao longo da história da Mesopotâmia tiveram muitas histórias da criação diferentes. Os primeiros relatos da criação são narrativas simples escritas em sumério, datadas do final do terceiro milénio a.C. Estes são preservados principalmente como breves prólogos de composições mitográficas mais longas que tratam de outros assuntos, como Inanna e a Árvore Huluppu, A Criação da Picareta e Enki e Ninmah. Os relatos posteriores são muito mais elaborados, acrescentando múltiplas gerações de deuses e seres primordiais. O mais longo e famoso destes relatos é o babilónico Enûma Eliš, ou Epopeia da Criação, que está dividido em sete tábuas. A versão sobrevivente do Enûma Eliš não poderia ter sido escrita antes do final do segundo milénio a.C., mas baseia-se fortemente em relatos anteriores materiais, incluindo várias obras escritas durante os períodos acádio, babilónico antigo e cassita no início do segundo milénio a.C. Uma categoria de seres primordiais comum em encantamentos eram pares de antepassados divinos de Enlil e, menos comummente, de Anu. Em pelo menos alguns casos, estas genealogias elaboradas eram atribuídas a deuses maiores para evitar as implicações de incesto divino.
As figuras que apareciam nas teogonias eram geralmente consideradas antigas e já não ativas (ao contrário dos deuses comuns) pelos mesopotâmicos.
| Nome            | Imagem | Detalhe |
| --------------- | ------ | --- |
| Abzu            |        | Na epopeia da criação babilónica, o Enûma Eliš, Abzu é a indeterminação primordial, o consorte da deusa Tiamat que foi morta pelo deus Ea (Enki). Abzu era a personificação das águas subterrâneas primitivas. |
| Alala e Belili  |        | Alala e Belili eram antepassados de Anu, surgindo geralmente como o último par em listas de deuses que aceitam esta tradição da sua ascendência. Alala foi também adoptada na mitologia hurro-hitita sob o nome Alalu. É possível que Alala e Belili tenham sido emparelhados apenas porque ambos os nomes são iterativos. O nome Belili pode também referir-se a uma deusa considerada irmã de Dumuzi. Argumentou-se que era a mesma que a divindade primordial deusa,, mas esta visão não é universalmente aceite e Manfred Krebernik defende que não é possível estabelecer actualmente se eram a mesma coisa. |
| Anshar e Kishar |        | Em alguns mitos e listas de deuses, Anshar e Kishar são um casal primordial, que são masculino e feminino, respectivamente. No Enûma Eliš babilónico, são o segundo par de descendentes nascidos de Abzu e Tiamat e os pais do supremo An. Uma reescrita parcial de Enûma Eliš do período neoassírio tentou fundir os papéis de Marduk e Anshar, o que Wilfred G. Lambert descreveu como "completamente superficial, pois deixa o enredo em caos ao atribuir o papel de Marduk ao seu bisavô, sem fazer qualquer tentativa de resolver a confusão resultante." Noutras fontes posteriores Anshar era por vezes listado entre os antagonistas míticos "conquistados". Num texto fragmentário da época do Selêucida ou Parta, é aparentemente derrotado por Enki e por uma deusa pouco conhecida, Ninamakalla. |
| Dūri e Dāri     |        | Dūri e Dāri (derivados de uma frase em acadiano que significa "para todo o sempre") eram antepassados de Anu, de acordo com a chamada "teogonia de Anu". Representavam o "tempo eterno como força primordial na criação" e é provável que se tenham desenvolvido como uma forma personificada de uma crença cosmológica preexistente. Um único texto identifica-os como antepassados de Enlil. Aparecem pela primeira vez num encantamento do reinado de Samsu-iluna (antigo babilónico período). |
| Enki e Ninki    |        | Enki e Ninki foram dois seres primordiais considerados a primeira geração entre os antepassados de Enlil. Enki e Ninki, seguidos por um número variável de pares de divindades cujos nomes começam por "En" e "Nin", aparecem como antepassados de Enlil em várias fontes: listas de deuses, encantamentos, textos litúrgicos, e a composição suméria "Morte de Gilgamesh", onde o herói homónimo encontra estes antepassados divinos no submundo. O documento mais antigo que preserva esta tradição é a lista de deuses de Fara (Período Dinástico Inicial). Por vezes, todos os antepassados eram coletivamente designados por "Enkis e Ninkis". Enki, o antepassado de Enlil, não deve ser confundido com o deus Enki/Ea, que é uma figura distinta e sem relação. O nome do antepassado Enki significa "senhor da terra", enquanto o significado do nome do deus de Eridu é incerto, mas não o mesmo, como indicado por alguns escritos, incluindo um g ambíguo. |
| Enmesharra      |        | Enmesharra era uma divindade menor do submundo. Dizia-se que sete, oito ou quinze outras divindades menores eram seus descendentes. O seu símbolo era o suššuru (uma espécie de pombo). Era por vezes considerado o pai de Enlil, ou o seu tio. Os textos aludem ao combate entre Enmesharra e Enlil (ou talvez Ninurta), e à sua posterior prisão. Em algumas tradições, acreditava-se que é assim que Enlil conquistou o controlo sobre os destinos. Num mito posterior, foi descrito como inimigo de Marduk. |
| Lugaldukuga     |        | Lugaldukuga foi o pai de Enlil em algumas tradições, embora por vezes fosse chamado de avô. Tal como Enmesharra, era considerado uma figura teogónica vencida, e por vezes os dois eram equiparados. Pode ser análogo a Endukuga, outro antepassado de Enlil das listas de deuses. |
| Nammu           |        | Nammu é a deusa primordial que, em algumas tradições sumérias, terá dado à luz tanto An como Ki. Acabou por ser considerada a mãe de Enki e era venerada como uma importante deusa-mãe. Uma vez que o sinal cuneiforme utilizado para escrever o seu nome é o mesmo que o sinal para engur, um sinónimo de abzu, é altamente provável que tenha sido originalmente concebida como a personificação das águas subterrâneas primitivas. |
| Tiamat          |        | Na epopeia da criação babilónica, o Enûma Eliš, após a separação do céu e da terra, a deusa Tiamat e o seu consorte Abzu são as únicas divindades existentes. Um par masculino-feminino, acasalam e Tiamat dá à luz a primeira geração de deuses. Ea (Enki) mata Abzu e Tiamat dá à luz onze monstros para procurar vingança pela morte do seu amante. Eventualmente, Marduk, filho de Enki e deus nacional dos Babilónios, mata Tiamat e usa o seu corpo para criar o terra. Na versão assíria da história, é Ashur quem mata Tiamat. Tiamat era a personificação das águas primitivas e é difícil dizer como o autor do Enûma Eliš imaginou a sua aparência. |

## Divindades menores
| Nome                                    | Imagem | Major cult centers                                                   | Detaihes |
| --------------------------------------- | --- | -------------------------------------------------------------------- | --- |
| Alammuš                                 | | adorado com Nanna em Ur como seu succal                              | Alammush era o succal de Nanna. Aparece muito raramente em textos literários conhecidos, embora num caso, possivelmente um fragmento de um mito sobre Nanna numa viagem, seja descrito como "adequado para a justiça como Utu". |
| Ama-arhus                               | | Uruk                                                                 | Ama-Arhus (Nin-amaʾarḫuššu; "(senhora) mãe compassiva") era uma divindade mesopotâmica pouco atestada, explicada como um título da deusa da medicina Gula num texto. Foi proposto que a presença de Ama-Arhus em nomes teofóricos tardios de Uruk explica porque é que Gula parece não ser atestada neles, apesar de ser adorada na cidade. É possível que ela fosse vista meramente como a sua manifestação ou sinónimo, uma vez que não é atestada de outra forma em Uruk. |
| Amasagnudi                              | | Uruk                                                                 | Amasagnudi era a esposa de Papsukkal na lista de deuses An = Anum e em Selêucida Uruk. De acordo com um texto da Antiga Babilónia, ela era a sukkal de Anu, e foi proposto que ela fosse originalmente um epíteto de Ninshubur. O assiriólogo Frans Wiggermann traduz o seu nome como "mãe que não pode ser posta de lado". |
| Amashilama                              | |                                                                      | Amashilama era filha de Ninazu e da sua esposa Ningirida, e uma das duas irmãs de Ningishzida. É conhecida pela lista de deuses An = Anum e por uma única composição mítica. Thorkild Jacobsen identifica-a como uma deusa sanguessuga. Como observou o assiriologista Nathan Wasserman, no entanto, as sanguessugas só são atestadas com certeza em textos médicos tardios, e a imagem de uma sanguessuga na literatura mesopotâmica é a de "uma criatura não divina e prejudicial". |
| Antu                                    | | Complexo de templos Reš em Uruk                                      | Antu é uma deusa que foi inventada durante o Período Acadiano (c. 2334 a.C. – 2154 a.C.) como consorte de Anu, e aparece em tal papel na lista de deuses An = Anum. O seu nome é uma versão feminina do próprio Anu. Era adorada no final do primeiro milénio a.C. em Uruk, no complexo de templos recentemente construído dedicado a Anu. A sua elevação ao lado do marido esteve ligada a uma tendência teológica sob o domínio aqueménida e selêucida, que estendeu os seus papéis à custa Ishtar. O estudioso clássico alemão Walter Burkert propôs que a deusa grega Dione, mencionada no Livro V da Ilíada como a mãe de Afrodite, era um calque para Antu. |
| Anunītu                                 | | Agade e Sippar-Amnanum                                               | Annunitum ("a marcial") era inicialmente um epíteto de Ishtar, mas mais tarde uma deusa separada. Ela é atestada pela primeira vez em documentos do período Ur III. Era uma deusa guerreira que partilhava vários epítetos com Ishtar. É possível que tenha sido retratada com uma arma semelhante a um tridente em selos. Nos documentos de Sippar, por vezes aparecia como uma divindade testemunha. Uma deusa com um nome semelhante e possivelmente aparentada, Annu, era popular em Mari. |
| Asarluhi                                | | Kuara                                                                | Asarluhi era originalmente um deus local da aldeia de Kuara, que ficava perto da cidade de Eridu. Acabou por ser considerado um deus do conhecimento mágico e era considerado filho de Enki e Ninhursag. Mais tarde, foi absorvido como um aspecto de Marduk. Na tradição mágica padrão da Babilónia, o nome "Asarluhi" é usado meramente como um nome alternativo para Marduk. |
| Ashgi                                   | | Adab e Kesh                                                          | Ashgi era um dos principais deuses de Adab nos períodos dinástico inicial e sargónico. Não é claro se ele era inicialmente o esposo ou o filho da deusa Nintu, análoga a Ninhursag. Em períodos posteriores, ele era visto como seu filho, e seu marido Shulpa'e é identificado como o seu pai na lista de deuses An = Anum. A sua mãe substituiu-o como divindade tutelar de Adab em períodos posteriores. |
| Aruru                                   | | Kesh                                                                 | Aruru era inicialmente uma deusa menor e distinta, considerada violenta e ligada à vegetação; no entanto, apesar da ausência de ligação com o nascimento ou a criação, foi posteriormente confundida com Ninhursag. Por vezes, era sincretizada com Nisaba, e neste caso a confusão visava realçar a autoridade desta última. |
| Aya <pequeno>Sherida, Nin-Aya</pequeno> | | Sippar e Larsa                                                       | Sherida (suméria) ou Aya (acadiana) era a esposa do deus sol Utu/Shamash e a deusa do amanhecer. O seu epíteto mais comum era kallatum, que podia ser entendido tanto como "noiva" como "nora". Foi especialmente popular durante o Período Babilónico Antigo e o Período Neobabilónico (626 a.C. – 539 a.C.). |
| Bēl-ṣarbi Lugal-asal                    | | Šapazzu                                                              | O nome Bēl-ṣarbi significa "senhor do choupo" (a árvore em questão é supostamente Populus euphratica) em acádio. Podia também actuar como um dos deuses ligados ao submundo. |
| Belet-Seri                              | | Uruk                                                                 | Belet-Seri ("senhora das estepes") era uma deusa que servia de escriba do submundo. Podia ser identificada com Geshtinanna ou com Gubarra, o nome sumério da esposa de Amurru, Ashratum. |
| Bilgamesh Gilgamesh                     | Possível representação de Gilgamesh como Mestre dos Animais, segurando um leão no braço esquerdo e uma cobra na mão direita, num relevo de um palácio assírio, de Dur-Sharrukin, actualmente exposto no Louvre | Uruk, uma pequena aldeia perto de Ur, Lagash, Girsu, Der, Nippur     | A maioria dos historiadores concorda, de um modo geral, que Gilgamesh foi um rei histórico da cidade-estado suméria de Uruk, que provavelmente governou em algum momento durante a primeira parte do Período Dinástico Inicial (c. 2900–2350 a.C.). É certo que, durante o final do Período Dinástico Inicial, Gilgamesh era adorado como um deus em vários locais da Suméria. No século XXI a.C., Utu-hengal, o rei de Uruk adoptou Gilgamesh como sua divindade padroeira. Os reis da III dinastia de Ur eram especialmente afeiçoados a Gilgamesh, chamando-lhe o seu "irmão divino" e "amigo". Durante este período, um grande número de mitos e lendas desenvolveram-se à sua volta. Provavelmente durante o Período Médio da Babilónia (c. 1600 a.C. – c. 1155 a.C.), um escriba chamado Sîn-lēqi-unninni compôs a Epopeia de Gilgamesh, um poema épico escrito em acadiano narrando o heróico façanhas. A abertura do poema descreve Gilgamesh como "um terço humano, dois terços divino". Muito pouca evidência de adoração a Gilgamesh vem de tempos posteriores ao período da Antiga Babilónia. Uma fonte posterior afirma que ele era adorado durante cerimónias ligadas aos mortos, ao lado de Dumuzi e Ninishzida. Nos encantamentos, aparecia comummente ao lado de divindades menores do submundo, como Ningishzida, Geshtinanna ou Namtar e a sua família. Existem também atestados de Gilgamesh como servo de Nergal e Ereshkigal, especificamente barqueiro dos mortos. |
| Birtum                                  | |                                                                      | Birtum era o marido da deusa da prisão, Nungal. O nome, que significa "grilhão" ou "algema" em acádio, é gramaticalmente feminino, mas designa uma divindade masculina. |
| Bitu                                    | |                                                                      | A função primordial de Bitu é a de guardião (ì-du8) do submundo. Nas publicações mais antigas, o seu nome era lido como Neti. Em A Descida de Inanna ao Submundo, conduz Inanna pelos sete portões do submundo, removendo uma das suas vestes em cada porta, de modo que, quando se apresenta a Ereshkigal, fica nua e simbolicamente impotente. |
| Bizilla                                 | | Ḫursaĝkalama                                                         | Bizilla era uma deusa intimamente associada a Nanaya. Supõe-se que, tal como ela, era uma deusa do amor. Era também provavelmente considerada a suckal da esposa de Enlil, Ninlil em Ḫursaĝkalama, o seu centro de culto localizado perto de Kish. |
| Bunene                                  | | Sippar, Uruk e Assur                                                 | Bunene era o sukkal e cocheiro do deus-sol Utu. Era adorado em Sippar e Uruk durante o Período Babilónico Antigo e, mais tarde, adorado em Assur. Segundo alguns relatos, poderá ter sido filho de Utu. No entanto, em Sippar, era considerado genro de Shamash, o equivalente acadiano de Utu, e a filha de Shamash e Aya, Mamu (ou Mamud), era sua esposa. |
| Damu                                    | | Isin, Larsa, Ur e Girsu                                              | Damu era um deus que preside à cura e à medicina. Era filho de Ninisina ou de Gula. Em alguns textos, "Damu" é utilizado como outro nome para Dumuzid, mas esta pode ser uma palavra diferente que significa "filho". Um outro deus chamado "Damu" era também adorado em Ebla e Emar, mas este pode ser um herói local, não o mesmo que o deus da cura. De acordo Para Alfonso Archi, o Damu Eblaíta deveria ser entendido como o conceito deificado de um grupo de parentesco, e não como uma divindade personificado. O culto oficial de Damu extinguiu-se algum tempo após o Período Babilónico Antigo. |
| Dingirma                                | | Kesh                                                                 | Dingirma era uma deusa de Kesh considerada análoga a Ninhursag. O seu nome significa "divindade exaltada". Embora nos textos literários os nomes Dingirma e Ninhursag possam alternar, os textos administrativos de Kesh utilizam exclusivamente o primeiro. |
| Dumuzi-abzu                             | | O estado de Lagash, especialmente Kinunir                            | Dumuzi-abzu é uma deusa local que era a deusa tutelar de Kinunir, um povoado no território do estado de Lagash. O seu nome, que provavelmente significa "boa criança do Abzu", era por vezes abreviado para Dumuzi, mas ela não tem qualquer ligação evidente com o deus Dumuzi. É possível que em fontes dinásticas antigas e sargónicas o nome Dumuzi se referisse frequentemente a Dumuzi-abzu e não ao marido de Inanna. Supõe-se que pertencia ao círculo de divindades ligadas a Nanshe. É possível que Dumuzi-abzu tenha sido considerada a esposa de Hendursaga no terceiro milénio a.C. |
| Duttur                                  | |                                                                      | Duttur era a mãe de Dumuzi. Thorkild Jacobsen propôs que deveria ser entendida como uma deificação da ovelha (ovelha adulta). No entanto, o seu nome não demonstra qualquer afinidade etimológica com quaisquer termos atestados relacionados com ovelhas, e foi sugerido que, embora fosse definitivamente uma deusa associada à pecuária e ao pastoreio, não estava necessariamente ligada exclusivamente a ovelhas. |
| Emesh                                   | |                                                                      | Emesh é uma divindade agricultora no poema sumério Enlil escolhe o deus-agricultor (ETCSL 5.3.3 Arquivado em 2021-05-07 no Wayback Machine), que descreve como Enlil, na esperança de "estabelecer abundância e prosperidade", cria dois deuses: Emesh e Enten, um agricultor e um pastor, respectivamente. Os dois deuses discutem e Emesh reivindica a propriedade de Enten posição. Levam a disputa perante Enlil, que decide a favor de Enten. Os dois deuses regozijam-se e reconciliam. |
| Enbilulu                                | | Babilónia                                                            | Enbilulu era o deus da irrigação. Em fontes do inicial dinástico, o nome Ninbilulu também está atestado, embora seja incerto se deve ser considerado uma forma alternativa ou uma divindade separada, possivelmente feminino. A relação entre Enbilulu, Ninbilulu e Bilulu do mito Inanna e Bilulu Arquivado em 2021-10-03 no Wayback Machine também permanece incerto. |
| Enkimdu                                 | | possivelmente Umma                                                   | Enkimdu é descrito como o "senhor do dique e do canal". O seu carácter era comparado ao de Enbilulu. Foi proposto que era adorado na Umma como a personificação do sistema de irrigação, embora as evidências sejam escassas. aparece no mito Enkimdu e Dumuzi. O texto foi originalmente publicado sob o título Inanna prefere o agricultor por Samuel Noah Kramer em 1944. Inicialmente, presumiu-se que terminaria com Inanna a escolher Enkimdu, mas esta interpretação foi abandonada após a compilação de mais edições. Nos lamentos, poderia ser associado a Amurru. Foi salientado que Dumuzi não aparece em nenhum dos textos onde Enkimdu ocorre ao lado de Amurru, o que pode indicar que, neste caso, este último deveria servir como deus pastor, contrastando com Enkimdu de forma semelhante. |
| Enlilazi                                | | Nippur                                                               | Enlilazi era um deus menor considerado o "superintendente de Ekur". |
| Ennugi                                  | | Nippur                                                               | Ennugi era um deus considerado "senhor do fosso e do canal" e "camareiro de Enlil". Com base no significado semelhante do nome Gugalanna ao título anterior, foi proposto que poderiam ter sido análogos. |
| Enten                                   | |                                                                      | Enten é uma divindade pastoril no poema sumério Enlil escolhe o deus-agricultor (ETCSL 5.3.3 Arquivado em 2021-05-07 no Wayback Machine), que descreve como Enlil, na esperança de "estabelecer abundância e prosperidade", cria dois deuses: Emesh e Enten, um agricultor e um pastor, respectivamente. Os dois deuses discutem e Emesh reivindica a propriedade de Enten. posição. Levam a disputa até Enlil, que decide a favor de Enten. Os dois deuses alegram-se e reconciliam-se. |
| Erra                                    | | Kutha                                                                | Erra é um deus guerreiro que está associado à pestilência e à violência. É filho do deus do céu An e a sua esposa é uma deusa obscura e menor chamada Mami, que é diferente da deusa mãe com o mesmo nome. Já no Período Acadiano, Erra já era associado a Nergal e ele eventualmente passou a ser visto apenas como um aspeto dele. Os nomes vieram para ser usados indistintamente. |
| Erragal Errakal                         | |                                                                      | Erragal, também conhecido como Errakal, é uma divindade relativamente raramente atestada que era geralmente considerada uma forma de Erra, mas os dois deuses têm provavelmente origens distintas. Está ligado às tempestades e à destruição causada por elas. Em An = Anum I 316, Erragal é listado como o marido da deusa Ninisig e é equiparado a Nergal. na Épica de Gilgamesh e na Épica de Atra-Hasis, diz-se que Errakal "arrancado os postes de amarração", provocando o Grande Dilúvio. |
| Ezina Ashnan                            | | Adab, Lagash, Umma, Ur, Shuruppak                                    | Ezina, ou Ashnan em acádio, era uma deusa dos grãos. Era comummente associada a Kusu, uma deusa da purificação. No poema sumério A Disputa entre Gado e Grãos, ela e Lahar são criados pelos Anunnaki para lhes fornecer alimento. Produzem grandes quantidades de comida, mas embriagam-se com vinho e começam a discutir, pelo que Enki e Enlil intervêm, declarando Ashnan o vencedor. |
| Gareus                                  | | Uruk                                                                 | Gareus foi um deus introduzido em Uruk durante a Antiguidade Tardia pelos Partos,, que lhe construíram um pequeno templo por volta de 100 d.C. Era uma divindade sincrética, combinando elementos dos cultos greco-romano e babilónico. |
| Gazbaba                                 | |                                                                      | Gazbaba era uma deusa intimamente associada a Nanaya, tal como ela, ligada ao amor erótico. Šurpu descreve-a como ṣayyaḫatu, "a sorridente", o que é provavelmente uma referência à frequente menção de sorrisos na literatura erótica acádia. O seu nome deriva da palavra acádia kazbu, que pode ser traduzida por "atração sexual". |
| Geshtinanna                             | | Nippur, Isin e Uruk                                                  | Geshtinanna era uma deusa agrícola rural, por vezes associada à interpretação dos sonhos. Era irmã de Dumuzid, o deus dos pastores. Num mito, ela protege o irmão quando os demónios galla vêm arrastá-lo para o submundo, escondendo-o sucessivamente em quatro locais diferentes. Noutro mito sobre a morte de Dumuzid, ela recusa-se a dizer aos galla onde ele se esconde, mesmo depois de eles a torturarem. Os galla acabam por levar Dumuzid para longe depois de este ser traído por um homem sem nome. "amiga", mas Inanna decreta que ele e Geshtinanna irão alternar lugares a cada seis meses, cada um passando metade do ano no Submundo enquanto o outro fica no Céu. Enquanto ela está no Submundo, Geshtinanna serve como escriba de Ereshkigal. Em Lagash era considerada a esposa de Ningishzida, e estava associada ao seu símbolo, mushussu. Segundo Julia M. Asher-Greve ela estava ligada nos mitos a Geshtindudu, outra deusa menor, apenas pela amizade, uma ligação invulgar entre deusas mesopotâmicas não aparentadas. deusas. |
| Gibil                                   | Grande fogueira |                                                                      | Gibil é a deificação do fogo. Segundo Jeremy Black e Anthony Green, ele "representava o fogo em todos os seus aspectos: como uma força destrutiva e como o calor escaldante do Verão mesopotâmico; e como uma força criativa, o fogo na fornalha do ferreiro e o fogo no forno onde os tijolos são cozidos, e assim como um 'fundador de cidades'." Tradicionalmente, é considerado filho de An e Shala,, mas por vezes é filho de Nusku. |
| Gugalanna                               | |                                                                      | Gugalanna é o primeiro marido de Ereshkigal, a rainha do submundo. O seu nome provavelmente significava originalmente "inspetor do canal de An" e ele pode ser apenas um nome alternativo para Ennugi. O filho de Ereshkigal e Gugalanna é Ninazu. Em A Descida de Inanna ao Submundo, Inanna diz ao porteiro Neti que está a descer ao submundo para assistir ao funeral de "Gugalanna, o marido da minha irmã mais velha Ereshkigal". |
| Gunura                                  | |                                                                      | Gunura era filha de Ninisina e, por isso, irmã de Damu. Não estava associada a outras deusas da cura, como Ninkarrak. |
| Ĝatumdug                                | | Lagash                                                               | Ĝatumdug era uma deusa do antigo panteão de Lagash. Embora o significado do seu nome seja desconhecido, foi descrita como a mãe da cidade, ou a sua fundadora. De acordo com inscrições de Gudea, ela atribuiu-lhe uma lamma (divindade tutelar). Mais tarde, foi equiparada a Bau. |
| Haya                                    | | Umma, Ur, e Kuara.                                                   | Haya é o marido da deusa Nisaba. Haya era principalmente um deus dos escribas, mas ele também pode ter sido associado aos grãos e à agricultura. Ele também serviu como porteiro. Em alguns textos, é identificado como o pai da deusa Ninlil. Foi adorado principalmente durante a Terceira Dinastia de Ur, quando tinha templos nas cidades de Umma, Ur e Kuara. Em tempos posteriores, teve um templo na cidade de Assur e pode ter tido um em Nínive. Um deus chamado Haya era adorado em Mari, mas esta pode ter sido uma divindade diferente. |
| Ḫegir Ḫegirnunna                        | | Girsu                                                                | Ḫegir, mais tarde conhecida por Ḫegirnunna, foi uma das sete divindades conhecidas como "sétuplas de Bau" ou "sete sacerdotisas lukur de Ningirsu". O seu nome pode ser traduzido como "a donzela do caminho (elevado)" e refere-se a uma rota de procissões em Girsu, no estado de Lagash. |
| Hendursaga                              | | Girsu                                                                | Hendursaga era um deus sumério descrito como "deus protetor com um rosto amigável" em inscrições. Acreditava-se que guardava ruas e portas à noite. O rei Gudea de Lagash refere-se a ele como o "arauto da terra da Suméria" numa inscrição. A sua esposa pode ter sido originalmente Dumuzi-abzu, embora mais tarde tenha sido considerado marido de Ninmug devido ao sincretismo entre ele e Ishum. |
| Humhum                                  | | Dūr-Šarruku                                                          | Humhum era um deus menor adorado em Dūr-Šarruku (também conhecido por Sippar-Aruru), no norte da Babilónia. Esarhaddon devolveu a sua estátua a um templo aí localizado. |
| Idlurugu Id                             | | Id (moderno Hit)                                                     | Idlurugu era um deus que representava o conceito de prova por provação, concretamente a provação fluvial. O termo i7-lú-ru-gú, "o rio que recebe o homem" ou "o rio que confronta o homem", poderá referir-se tanto a ele como ao procedimento. |
| Igalima                                 | | Lagash                                                               | Igalima era filho de Bau e Ninĝirsu. Nas listas de oferendas, aparece ao lado de Shulshaga. |
| Ilaba                                   | | Agade                                                                | Ilaba foi brevemente uma divindade importante durante o período Sargónico,, mas parece ter permanecido completamente obscuro durante todos os outros períodos da história da Mesopotâmia. Esteve intimamente associado aos reis do Império Acadiano. |
| Ilabrat                                 | | Assur, uma cidade perto de Nuzi                                      | Ilabrat era o sukkal, ou assistente pessoal, de Anu. Ele aparece no mito de Adapa, no qual diz a Anu que a razão pela qual o vento sul não sopra é porque Adapa, o sacerdote de Ea em Eridu, quebrou a sua asa. |
| Ishmekarab                              | | Templo de Shamash, Ebabbar em Larsa                                  | Um dos 11 "deuses permanentes de Ebabbar", juízes divinos que auxiliavam Shamash, bem como membro de vários grupos assírios de divindades juízas. Embora de origem acádia (o nome significa "ele (ou ela) ouviu o pagador"), Ishmekarab aparece também nas fontes elamitas como assistente do deus juiz Inshushinak, tanto em documentos legais como em textos sobre o submundo. O género de Ishmekarab não é claro, mas Wilfred G. Lambert considerou mais provável que esta divindade fosse masculina. |
| Irnina                                  | |                                                                      | Irnina era a deusa da vitória. Podia funcionar como uma divindade independente da corte de Ningishzida, mas também como um título de grandes deusas. |
| Isimud                                  | | Adorado com Enki como seu sukkal                                     | Isimud, mais tarde conhecido por Usmû, era o sukkal, ou assistente pessoal, de Enki. O seu nome está relacionado com a palavra que significa "ter duas faces" e é representado na arte com um rosto de cada lado da sua cabeça. Atua como mensageiro de Enki nos mitos de Enki e Ninhursag e Inanna e Enki. |
| Ishum                                   | |                                                                      | Ishum era um deus popular, mas pouco proeminente, que era adorado desde o Período Dinástico Inicial. Num mito fragmentário, é descrito como filho de Shamash e Ninlil, mas era geralmente filho de Shamash e da sua esposa Aya. A genealogia anterior foi provavelmente o resultado da confusão entre Sud (Ninlil) e Sudag, um título da esposa do deus sol. Era uma divindade geralmente benevolente, que servia vigia nocturno e protector. Pode ser o mesmo deus que o sumério Hendursaga, porque ambos são considerados maridos da deusa Ninmug. Era por vezes associado ao submundo e acreditava-se que exercia uma influência calmante sobre Erra, o deus da raiva e da violência. |
| Kabta                                   | |                                                                      | Kabta was a deity commonly paired with Ninsianna. |
| Kakka                                   | | Maškan-šarrum                                                        | Kakka era o sukkal de Anu (em Nergal e Ereshkigal) e Anshar (na lista de deuses An = Anum e em Enuma Elish). Kakka não deve ser confundido com uma divindade diferente e não relacionada chamada Kakka, conhecida por Mari, que era uma deusa da cura associada a Ninkarrak e Ninshubur. |
| Kanisurra                               | | Uruk, Quis                                                           | Kanisurra (também Gansurra, Ganisurra) era uma deusa do séquito de Nanaya. Era conhecida por bēlet kaššāpāti, "senhora das feiticeiras". No entanto, o seu carácter e funções permanecem obscuros. Foi proposto que o seu nome era originalmente um termo para um local no submundo devido à sua semelhança com a palavra suméria ganzer, a entrada para o submundo. Em fontes teológicas posteriores, era considerada a cabeleireira de Nanaya e uma das duas "filhas de Ezida". |
| Ki                                      | | Umma, Lagash                                                         | Ki era uma deusa suméria que era a personificação da terra. Em alguns relatos sumérios, ela é um ser primordial que copula com An para produzir uma variedade de plantas. An e Ki coletivamente eram um objeto de adoração em Umma e Lagash no período Ur III, mas as evidências de adoração a ela são escassas e o seu nome era por vezes escrito sem o sinal dingir denotando divindade. Uma lista fragmentária de deuses neoassírios tardios parece considerá-la e outra figura considerada a esposa de Anu, Urash, como uma e a mesma, e refere-se a "Ki-Urash." |
| Kittum                                  | | Bad-Tibira, Rahabu                                                   | Kittum era filha de Utu e Sherida. O seu nome significa "Verdade". |
| Kus                                     | |                                                                      | Kus é um deus dos pastores mencionado na Teogonia de Dunnu. |
| Kusu                                    | | Lagash, Nippur                                                       | Kusu era uma deusa da purificação, comummente invocada em acadiano šuillakku, um tipo de oração que pedia ajuda para os problemas de um indivíduo. Era considerada a personificação de um tipo de incensário ritual. Um texto posterior refere que "o pato é a ave de Kusu". |
| Lagamar                                 | | Dilbat                                                               | Lagamar, cujo nome significa "sem misericórdia" em acádico, era um deus menor adorado em Dilbat como filho do deus tutelar da cidade, Urash (não confundir com a deusa da terra). Era associado ao submundo. Era também adorado em Elam, onde era associado a Ishmekarab e ao juiz do submundo Inshushinak. |
| Laguda                                  | | Nēmed-Laguda                                                         | Laguda era um deus associado ao Golfo Pérsico. Aparece no texto Discurso de Marduk aos Demónios, segundo o qual exaltava o deus homónimo no "mar inferior". Podia ser associado a outras divindades com associações marinhas, como Sirsir e Lugal'abba. |
| Lahar                                   | |                                                                      | Lahar era um deus associado às ovelhas. Pesquisas mostram que era geralmente considerado uma divindade masculina, embora tenha sido inicialmente interpretado como uma deusa nas traduções de Samuel Noah Kramer. No poema A Disputa entre Gado e Grãos, Lahar e Ashnan são criados pelos Anunnaki para lhes fornecer alimento. Produzem grandes quantidades de alimento, mas embebedam-se com vinho e começam a lutar, pelo que Enki e Enlil intervêm, declarando Ashnan o vitorioso. |
| Laṣ                                     | | Kutha, Lagaba                                                        | Laṣ era uma das deusas que poderia ser considerada a esposa de Nergal. Na Babilónia, ela tornou-se a deusa mais comummente identificada como tal a partir do reinado de Kurigalzu II. Na Assíria, um fenómeno análogo é atestado a partir do reinado de Tiglate-Pileser III. No período da Antiga Babilónia, a esposa de Nergal era geralmente Mammitum. Wilfred G. Lambert propôs que Laṣ era uma deusa da cura, uma vez que uma versão explicativa da lista de deuses de Weidner a equipara a Bau, enquanto outros documentos semelhantes a colocam na proximidade de Gula, que eram ambos considerados tal. |
| Lisin                                   | | Adab e Kesh                                                          | Lisin e o seu irmão Ashgi eram adorados em Adab e Kesh. O seu marido era o deus Ninsikila. Nos tempos sumérios, Lisin era vista como uma deusa-mãe. É identificada com a estrela α Scorpionis. Mais tarde, os géneros de Ninsikila e Lisin foram trocados. |
| Lugala'abba                             | | Nippur                                                               | Lugala'abba ("Senhor do Mar") era um deus associado tanto ao mar como ao submundo. |
| Lugalbanda                              | | Uruk, Nippur e Kuara                                                 | Lugalbanda foi um dos primeiros reis lendários da cidade-estado suméria de Uruk, que mais tarde foi declarado um deus. É o marido da deusa Ninsun e o pai do herói mortal Gilgamesh. É mencionado como um deus ao lado de Ninsun numa lista de divindades já no Período Dinástico Inicial. Um breve fragmento de um mito sobre ele deste mesmo período é também preservado. Durante a Terceira Dinastia de Ur, todos os reis ofereciam sacrifícios a Lugalbanda como deus na cidade sagrada de Nippur. Dois poemas épicos sobre Lugalbanda descrevem-no a atravessar sozinho e com sucesso montanhas perigosas, embora impedido por uma doença grave. A Lista de Reis Sumérios faz dele um pastor, que reinou durante 1.200 anos. Tem uma relação próxima com a deusa Inanna. |
| Lugal-irra e Meslamta-ea                | | Kisiga                                                               | Lugal-irra e Meslamta-ea são um conjunto de deuses gémeos que eram adorados na aldeia de Kisiga, situada no norte da Babilónia. Eram considerados guardiões das portas e podem ter sido originalmente imaginados como um conjunto de gémeos que guardavam os portões do submundo, que cortavam os mortos em pedaços à medida que passavam pelos portões. Durante o período neoassírio, pequenas representações dos mesmos eram enterradas nas entradas, com Lugal-irra sempre à esquerda e Meslamta-ea sempre à esquerda direita. São idênticos e são mostrados usando gorros com chifres e cada um segurando um machado e uma maça. Estão identificados com a constelação Gémeos, que recebeu o nome na sua homenagem. |
| Lulal Latarak                           | | Bad-tibira                                                           | Lulal, também conhecido por Latarak em acádio, era um deus intimamente associado a Inanna, mas a sua relação é obscura e ambígua. Aparece em A Descida de Inanna ao Submundo. Parece ter sido principalmente um deus guerreiro, mas também estava associado a animais domesticados. Um hino chama-lhe "mestre do mundo aberto país." |
| Luma                                    | | Nippur e Umma                                                        | A leitura do teónimo LUM-ma não é clara. O deus que o trazia era considerado um guardião (udug) de Ekur, o templo de Enlil em Nippur, ou como um demónio do submundo (gallû). Gianni Marchesi descreve-o como "gendarme demónio por excelência". Era considerado uma figura de baixa patente, servindo outras divindades, mas, ainda assim, capaz de recompensar a retidão. A deusa Ninmug era sua mãe, de acordo com ao texto de uma lamentação suméria. Foi proposto que ele era originalmente um governante humano deificado. Origem semelhante foi proposta para vários outros deuses de carácter semelhante, como Ḫadaniš (que partilha o seu nome com um rei de Hamazi) |
| Mami Mama                               | |                                                                      | Mami ou Mama é uma deusa-mãe cujo nome significa "mãe". Pode ser a mesma deusa que Ninhursag. |
| Mammitum                                | | Kutha                                                                | Mammitum era uma das deusas que podia ser identificada como esposa de Nergal. No período da Antiga Babilónia, é a mais bem atestada entre elas. É possível que ela fosse originalmente esposa de Erra em vez de Nergal, e só foi apresentada a Kutha juntamente com ele. O seu nome pode significar "juramento" ou "geada" (com base na semelhança com a palavra acadiana mammû, "gelo" ou "geada"). Como o seu nome é homófono com Mami, uma deusa do nascimento ou "parteira divina", alguns investigadores supõem que se trata da mesma pessoa. No entanto, ficou provado que eram divindades distintas, |
| Mamu                                    | | Sippar                                                               | Mamu ou Mamud era filha de Aya e Shamash, adorada em Sippar. Era a deusa dos sonhos. O seu marido era Bunene. |
| Mandanu                                 | | Babilónia, Kish                                                      | Mandanu era um juiz divino, atestado após o período da Antiga Babilónia, mas ausente nas listas de deuses mais antigas, como as chamadas listas de Weidner e Nippur. Segundo o assiriólogo Manfred Krebernik, pode ser considerado uma personificação dos locais de julgamento. Pertencia ao círculo de divindades associadas a Marduk. |
| Manzat                                  | | Der                                                                  | Manzat ("Arco-íris") era a deusa acádia do arco-íris. Era adorada em Der, e era por vezes vista como a esposa do deus tutelar da cidade, Ishtaran. Os seus títulos, como "Senhora das regulamentações do céu" e "Companheira do céu" realçavam o seu carácter astral, embora também estivesse associada à prosperidade das cidades. Fora da Mesopotâmia, era também adorada em Elam, onde era possivelmente considerada a esposa de Simut. |
| Martu Amurru                            | | Babilónia, Assur                                                     | Martu, conhecido em acádio como Amurru, era a personificação divina dos nómadas que começaram a aparecer nas margens do mundo mesopotâmico em meados do terceiro milénio a.C., inicialmente do oeste, mas depois também do leste. Foi descrito como uma divindade que "assola a terra como uma tempestade". Um mito descreve como a filha do deus Numušda insiste em casar com Martu, apesar dos seus hábitos pouco atraentes. Na arte babilónica antiga e cassita, Amurru é mostrado como um deus vestido com longas túnicas e carregando uma cimitarra ou uma capa de pastor bandido. |
| Misharu                                 | |                                                                      | Misharu ("justiça") era filho de Adad e Shala. A sua esposa era Ishartu ("retidão"). |
| Nanibgal                                | | Eresh                                                                | Nanibgal era inicialmente um título ou nome alternativo de Nisaba, mas acabou por se desenvolver numa deusa distinta, atestada na lista de deuses An = Anum e em diversos rituais. Tinha o seu próprio esposo, Ennugi, e o seu próprio papel distinto como cortesã de Ninlil. |
| Nimintabba                              | | Ur                                                                   | Nimintabba era uma deusa menor que pertencia ao séquito de Nanna, o deus tutelar de Ur. Tinha um templo em Ur durante o reinado do rei Shulgi. É possível que tenha sido inicialmente uma divindade de maior importância teológica, mas diminuiu com o tempo. |
| Nindara                                 | | Girsu, Ki'eša                                                        | Nindara era marido de Nanshe. |
| Ninegal Belet Ekallim                   | | Nippur, Umma, Lagash, Dilbat                                         | Ninegal ou Ninegalla, conhecida em acádio como Belet Ekallim (ambos significando "senhora do palácio") era uma deusa menor considerada uma divindade tutelar dos palácios dos reis e outros oficiais de alto escalão. Era esposa de Urash, o deus da cidade de Dilbat, e era adorada juntamente com ele e o seu filho Lagamar em alguns locais. "Ninegal" podia também funcionar como epíteto de outras divindades, especialmente Inanna, mas também Nungal. Fora da Mesopotâmia, era popular em Qatna, onde servia como deusa tutelar da cidade. |
| Ningal Nikkal                           | | Templo Ekišnuĝal em Ur e Harran                                      | Ningal ("grande rainha"), mais tarde conhecida pela forma corrompida Nikkal, era esposa de Nanna-Suen, o deus da lua, e mãe de Utu, o deus do sol. Embora tenha sido adorada em todos os períodos da história antiga da Mesopotâmia, o seu papel é descrito como "passivo e solidário" pelos investigadores. |
| Ningikuga                               | | Ur                                                                   | Ningikuga é uma deusa dos juncos e dos pântanos. O seu nome significa "Senhora do Junco Puro". É filha de Anu e de Nammu e uma das muitas consortes de Enki. |
| Ningirida                               | |                                                                      | Ningirida era esposa de Ninazu e mãe de Ningishzida e das suas duas irmãs. Uma passagem que descreve Ningirida a cuidar do bebé Ningishzida é considerada uma das únicas referências a divindades na sua infância e a deusas a amamentar na literatura mesopotâmica. |
| Ninhegal                                | | Sippar                                                               | Ninhegal era uma deusa da abundância adorada em Sippar. É possível que possa ser identificada como a deusa retratada com riachos de água em selos daquela cidade. |
| Ninimma                                 | | Nippur                                                               | Ninimma era uma cortesã de Enlil, considerada sua escriba e, por vezes, a ama dos seus filhos. Tal como outras deusas do círculo de Enlil, tinha um templo em Nippur. No mito Enki e Ninmah, é uma das sete deusas do nascimento, sendo as outras 6 Shuzianna, Ninmada, Ninshar, Ninmug, Mumudu e Ninniginna. O seu marido era Guškinbanda, chamado "Ea do ourives" num texto explicativo. Referências ocasionais a Ninimma como divindade masculina também são conhecidas, e, neste contexto, era chamado de "Ea do escriba". |
| Ninkilim                                | Um mangusto-cinzento-indiano, encontrado na Mesopotâmia |                                                                      | Ninkilim era uma divindade associada aos mangustos, comuns em todo o sul da Mesopotâmia. De acordo com um ditado popular Babilónicoano, quando um rato fugia de um mangusto para a toca de uma serpente, anunciava: "Trago-vos saudações do encantador de serpentes!" Uma criatura semelhante a um mangusto também aparece na arte glíptica da Babilónia Antiga,, mas o seu significado é desconhecido. |
| Ningirima                               | | Muru, Girima perto de Uruk                                           | Ningirama era uma deusa associada a encantamentos, água e peixes, e que era invocada para proteção contra cobras. Argumenta-se que foi confundida com Ningilin, a divindade dos mangustos, numa data antiga,, mas é uma divindade distinta mesmo durante o reinado de Assaradão. |
| Ningishzida                             | | Lagash                                                               | Ningishzida é um deus que vive normalmente no submundo. É filho de Ninazu e o seu nome pode ser etimologicamente derivado de uma frase que significa "Senhor da Boa Árvore". No poema sumério, A Morte de Gilgamesh, o herói Gilgamesh morre e encontra Ningishzida, juntamente com Dumuzid, no submundo. Gudea, o rei sumério da cidade-estado de Lagash, venerava Ningishzida como seu protetor pessoal. No mito de Adapa, Dumuzid e Ningishzida são descritas como guardiãs das portas do Céu mais elevado. Ningishzida estava associada à constelação Hidra. |
| Ningublaga                              | | Kiabrig, Ur, Larsa                                                   | Ningublaga estava associado ao gado. Acreditava-se que supervisionava os rebanhos pertencentes ao deus da lua Nanna. O consumo de carne de bovino era considerado tabu para ele. Ele também tinha um papel apotropaica e aparece em muitos encantamentos, por exemplo, contra picadas de escorpião. |
| Ninigizibara                            | | Umma, Uruk                                                           | Ninigizibara era uma harpa divinizada que podia ser considerada uma conselheira de Inanna. |
| Ninkasi                                 | | Shuruppak, Nippur                                                    | Ninkasi era a deusa da cerveja. Era associada a Širaš, a deusa da fabricação de cerveja. Num hino, os seus pais são considerados Enki e Ninti, embora também afirme que foi criada por Ninhursag. Por vezes, Ninkasi era vista como uma divindade masculino. Na chamada lista de deuses de Weidner, Ninkasi aparece entre as divindades ctónicas junto à prisão deusa Nungal. |
| Ninkurra                                | |                                                                      | Ninkurra é filha de Enki e Ninsar. Depois de ter tido relações sexuais com o seu pai Enki, Ninkurra deu à luz Uttu, a deusa da tecelagem e da vegetação. |
| Ninmada                                 | |                                                                      | Ninmada era um deus considerado irmão de Ninazu,, que era descrito como um encantador de serpentes ao serviço de An ou Enlil. Uma deusa com o mesmo nome aparece entre os assistentes de Ninmah no mito Enki e Ninmah. |
| Nin-MAR.KI Ninmar?                      | | Ḫurim, Guabba, Lagash                                                | Nin-MAR.KI (leitura incerta) era filha de Nanshe. |
| Ninmena                                 | | Utab                                                                 | Ninmena era uma deusa suméria do nascimento cujo nome significa "Senhora da Coroa". Embora sincretizada com deusas semelhantes mais proeminentes (como Ninhursag) nos textos literários, nunca se fundiu totalmente com elas na tradição suméria. |
| Ninmug                                  | | Kisiga, Shuruppak                                                    | Ninmug era a deusa tutelar dos metalúrgicos. Era esposa do deus Ishum e, por extensão, também de Hendursaga em períodos posteriores. |
| Ninpumuna                               | | Ur, Puzrish-Dagan, possivelmente Gishbanda                           | Ninpumuna era a deusa das fontes salgadas. Só é atestada em textos de Ur e Puzrish-Dagan do período Ur III, embora também seja possível que fosse adorada em Gishbanda. |
| Ninšar Ninnisig?                        | | Nippur, Shuruppak                                                    | A leitura do nome desta deusa, NIN.SAR (possivelmente entendido como "Senhora Ervas"), é incerta, sendo Ninšar favorecida por autores como Andrew R. George e Wilfred G. Lambert, enquanto Antonie Cavigneaux e Martin Krebernik argumentam que Ninnisig é mais provavelmente correta. Pertencia à corte de Enlil e era considerada a sua talhante pessoal. O seu marido era Erragal. No mito Enki e Ninmah, ela aparece como uma das sete assistentes da deusa homónima. |
| Ninsianna                               | Fotografia do planeta Vénus, visto da Terra a olho nu | Templo de É-ešbarzida em Ur e outros templos em Sippar, Larsa e Uruk | Ninsianna era a divindade do planeta Vénus. O género de Ninsiana variava consoante a localização. É descrita num texto como a "tocha sagrada que enche os céus" e era frequentemente associada à haruspicia. A sua adoração é atestada pela primeira vez durante a III Dinastia de Ur e continuou a ser venerada até ao Período Selêucida (312 a.C. – 63 a.C.). Era por vezes considerada o aspeto astral de Inanna,, mas em Isin foi associada a Ninisina e em Larsa Ninsianna e Inanna eram deusas separadas. Foi também por vezes associada à deusa astral Elamita Pinikir. |
| Ninsikila                               | |                                                                      | Ninsikila era o marido da deusa Lisin. Mais tarde, os seus géneros inverteram-se, possivelmente devido à confusão entre o Ninsikila mesopotâmico masculino e uma deusa de nome semelhante de Dilmun. |
| Ninsun                                  | | Uruk                                                                 | Ninsun era uma deusa cujo nome pode ser entendido como "senhora das vacas selvagens". Era a consorte divina de Lugalbanda, o rei divinizado de Uruk, e mãe do herói Gilgamesh. |
| Nintu                                   | |                                                                      | Nintu é uma deusa-mãe suméria associada ao parto. O seu nome significa literalmente "Senhora do Nascimento". Ela pode ser apenas um aspecto de Ninhursag. |
| Nirah                                   | Nirah em forma de cobra na borda superior de uma pedra divisória de kudurru | Der                                                                  | Nirah era o mensageiro do deus Ištaran. Era identificado com as cobras e pode aparecer sob a forma de cobra em kudurrus. |
| Numushda                                | | Kazallu, Kiritab                                                     | Numushda era um deus associado à cidade de Kazallu. A sua adoração está atestada desde o Período Dinástico Inicial, mas o seu culto parece ter cessado no final do Período Babilónico Antigo. Acreditava-se que era filho do deus-lua Nanna e pode ter sido considerado uma divindade da tempestade. No mito de O Casamento de Martu, a filha sem nome de Numushda insiste em casar com o deus nómada do deserto Martu, apesar do seu estilo de vida pouco atraente. |
| Nungal Manungal                         | | Templo Ekur em Nippur, Lagash, Sippar, Dilbat                        | Nungal, também conhecida por Manungal, era a deusa das prisões, também associada à pena de morte. O seu nome significa "grande príncipe(s)" em sumério. Ela raramente é atestada em composições literárias. Na chamada lista de deuses de Weidner, ela aparece entre as divindades ctónicas, e por vezes era chamada pelo epíteto Ninkurra, "senhora do submundo". Segundo um hino, a sua mãe era Ereshkigal. O seu marido era o deus Birtum. O nome Ninegal era às vezes usado como seu epíteto, e é possível que em Dilbat ela e a distinta deusa Ninegal fossem consideradas análogas. |
| Nunusdug                                | | Kisiga                                                               | Nunusdug era uma deusa menor da cidade de Kisiga, atestada apenas no período dinástico inicial. O seu nome significa "boa mulher". |
| Nusku                                   | | Nippur, Harran                                                       | Nusku é o deus do fogo e da luz. Era filho e ministro de Enlil. O deus Gibil é por vezes descrito como seu filho. O principal símbolo de Nusku era uma lâmpada de óleo acesa. Era membro de um grupo de divindades adoradas em Haran durante o Período Neo-Assírio pela população predominantemente língua falante de aramaico antigo da região. |
| Pabilsaĝ                                | Constelação de Sagitário | Isin, Nippur e Larag                                                 | Pabilshag era um deus cuja adoração é atestada desde o Período Dinástico Inicial. Acreditava-se que era filho de Enlil e marido de Ninisina, a deusa padroeira de Isin. Em alguns textos, é identificado com Ninurta ou Ningirsu. Um poema sumério descreve a viagem de Pabilsag a Nippur. Acreditava-se que Pabilsag era a constelação de Sagitário. |
| Panigingarra                            | | Adab                                                                 | Panigingarra era um deus adorado em Adab, filho de Ninhursag e Shulpa'e. Uma inscrição chama-lhe "senhor de kudurru." Em fontes posteriores, foi sincretizado com Ninurta. Aparece num mito mal conservado, Urash e Marduk. |
| Sadarnunna                              | | Nippur                                                               | Sadarnunna era a esposa de Nuska. |
| Sarpanit                                | | Esagil na Babilónia                                                  | Sarpanit era a esposa de Marduk. O seu nome derivou provavelmente de Sarpan, uma aldeia perto da Babilónia, que, num mito sobre o seu casamento com Marduk, lhe foi dada pelo seu pai, Enlil. |
| Šarrāḫītu                               | | Babilónia, Uruk                                                      | Šarrāḫītu ("A glorificada") era uma deusa adorada na Babilónia durante o reinado de Assaradão e mais tarde em Uruk. Foi identificada com Ashratum, a esposa de Amurru, e um texto esotérico tardio explica o seu nome como Ašrat aḫītu, "Ashratum, o estrangeiro." Em Uruk foi associada a Belet-Seri. |
| Šarrat-Dēri                             | | Der                                                                  | Šarrat-Dēri era esposa de Ištaran, o deus local da cidade-estado suméria de Der. O seu nome significa "Rainha de Der". |
| Šerua                                   | | Assur                                                                | Šerua era uma deusa assíria associada a Assur. Era a única divindade considerada relacionada com ele por razões que não o sincretismo com Enlil, mas os tratados teológicos assírios contestavam se era sua esposa ou filha. Não deve ser confundida com Erua, um epíteto de Sarpanit. |
| Shala Medimsha                          | | Karkar                                                               | Shala, também conhecida por Medimsha ("que tem belos membros"), era esposa do deus do tempo, Adad. Era uma deusa da chuva e frequentemente retratada nua em selos cilíndricos. |
| Shara                                   | | Umma, possivelmente Tell Agrab                                       | Shara era uma divindade local associada à cidade de Umma, onde o seu principal templo era o E-mah. Um fragmento de uma taça de pedra com o seu nome inscrito, descoberto na lixeira de Tell Agrab, a nordeste da Babilónia, indica que também pode ter sido ali adorado. Era também um deus guerreiro e é chamado de "herói de An". No mito babilónico de Anzû, Shara é um dos deuses guerreiros a quem é pedido que recupere a Tábua dos Destinos, mas ele recusa. Em A Descida de Inanna ao Submundo, Shara é uma das três divindades que vêm saudá-la no seu regresso. No mito de Lugalbanda e numa única inscrição num edifício da Terceira Dinastia de Ur, Shara é descrito como o "filho" de Inanna, uma tradição que contraria directamente a representação habitual de Inanna como jovem e sem descendência. |
| Šubula                                  | | Ṣupur-Šubula                                                         | Šubula era um deus menor provavelmente associado ao submundo. Presume-se que o nome esteja etimologicamente ligado à palavra acádia ābalu(m), "secar" ou "estar seco". Uma proposta menos provável deriva-o de wābalu(m), "carregar". Por vezes, presume-se que era filho de Nergal. Argumentou-se que tal ligação poderia ser um reflexo da localização do seu centro de culto, Ṣupur-Šubula, nas proximidades da cidade de Nergal, Kutha. No entanto, como refere Jeremiah Peterson, não é claro se a lista de deuses An = Anum, geralmente utilizada para apoiar esta teoria, o reconhece como filho de Nergal, uma vez que a secção correspondente contém uma lacuna. Outra possível restauração faria dele filho de Isum. |
| Sulát e Hanish                          | |                                                                      | Shullat e Hanish eram um par de deuses considerados gémeos e geralmente mencionados em conjunto. Na tábua XI da Epopeia de Gilgamesh ambos aparecem em associação com Adad. O seu carácter era considerado destrutivo. Poderiam ser associados a Adad, sozinhos, ao lado de Shamash, ou divindades do seu círculo como Misharu e Uṣur-amāssu. Shulgi de Ur construiu um templo dedicado a eles, mas a sua localização é Desconhecida. |
| Shulshaga Shulshagana                   | | Lagash                                                               | Šulšagana é filho de Bau e Ninĝirsu. |
| Shulpa'e                                | |                                                                      | O nome de Shulpa-e significa "brilho juvenil", mas ele não foi imaginado como um deus jovem. Segundo uma tradição, ele era o consorte de Ninhursag, uma tradição que contradiz a representação habitual de Enki como consorte de Ninhursag nos mitos. Num poema sumério, são feitas oferendas a Shulpa'e no Submundo e, em fontes posteriores, era um dos demónios do Submundo. Nada menos de dez templos de Shulpa'e estão listados na chamada Lista Canónica de Templos, mas os seus nomes e localizações não foram preservados. |
| Shul-utula                              | | Girsu, Lagash                                                        | Shul-utul era o deus tutelar da dinastia iniciada por Ur-Nanshe. |
| Shuzianna                               | | Nippur                                                               | Shuzianna era uma deusa considerada a segunda esposa de Enlil. Era também Aparece no mito Enki e Ninmah, onde é uma das sete assistentes da deusa homónima, ao lado de Ninimma, Ninmada, Ninšar, Ninmug, Mumudu e Ninnigina. Pode também ser chamada de filha de Enmesharra. |
| Sirsir                                  | |                                                                      | Sirsir era o deus dos marinheiros. No texto Discurso de Marduk aos Demónios, surge ao lado de Laguda, também considerado um deus associado ao mar. |
| Šiduri                                  | |                                                                      | Siduri (ou mais precisamente Šiduri) era uma deusa que, de acordo com a Epopeia de Gilgamesh, acreditava-se que mantinha uma cervejaria na extremidade do mundo. Nas versões da Antiga Babilónia, ela tenta dissuadir Gilgamesh da sua busca pela imortalidade, em vez disso, encoraja-o a contentar-se com os prazeres simples da vida. A origem do seu nome é incerta. Um nome pessoal entendido como "ela é a minha muralha" está atestado em fontes mesopotâmicas do reinado da III dinastia de Ur, mas a palavra Šiduri funcionava também como epíteto de divindades nos textos hurritas. Šurpu considera-a uma divindade ligada à sabedoria. |
| Silili                                  | |                                                                      | Silili é uma deusa obscura que, aparentemente, era a mãe de todos os cavalos. É mencionada apenas uma vez na Epopeia de Gilgamesh. |
| Sumugan Šakkan                          | |                                                                      | Sumugan (também escrito Sumuqan) ou Šakkan era um deus associado aos quadrúpedes, especialmente burros ou alternativamente ovelhas selvagens. Em textos literários (como hinos) era também encarregado de cuidar do seu habitat e das plantas que aí cresciam. Em alguns textos o seu epíteto é "pastor de tudo." Por vezes era associado a Utu/Shamash, como seu filho ou cortesão. O seu atributo era provavelmente velo. Em algumas fontes, Enkidu foi comparado a este. |
| Tadmuštum Dadamušda                     | | Kutha                                                                | Tadmuštum era filha de Nergal. Podia ser considerada a esposa de Šubula e, tal como ele, aparece entre as divindades do submundo em fontes conhecidas. |
| Tashmetu                                | | Kalhu                                                                | Na mitologia assíria, Tashmetu é a consorte divina de Nabu, o deus dos escribas e da sabedoria; na mitologia babilónica, este papel é atribuído à deusa Nanaya. Tashmetu está associada à sabedoria e à atratividade sexual, qualidade que partilha com Inanna e Nanaya. Uma composição poética da Biblioteca de Assurbanipal descreve como, num ritual, as estátuas de Nabu e Tashmetu eram reunidas para uma "cerimónia de casamento". Uma carta existente descreve como, após o casamento, Tashmetu e Nabu permaneceram no quarto durante seis dias e sete noites, durante os quais lhes foi servido um elaborado banquete. Tashmetu está atestado relativamente tarde e não é mencionado em textos anteriores ao Período Babilónico Antigo. |
| Tutu                                    | | Borsippa                                                             | Tutu foi o deus tutelar de Borsipa pelo menos entre o período Ur III e o período da Antiga Babilónia. Mais tarde, foi sincretizado com Marduk, e no Enuma Elish "Tutu" é simplesmente um dos nomes deste último. |
| Uraš                                    | | Nippur                                                               | Uraš é a mais antiga consorte atestada de Anu, como evidenciam os textos sumérios que datam do terceiro milénio a.C. O seu papel como consorte de Anu foi posteriormente atribuído a Ki, a personificação da Terra. |
| Uraš                                    | | Dilbat                                                               | Enquanto em textos de cidades como Nippur Uraš era uma deusa da terra, em Dilbat era o nome de um deus masculino não relacionado, marido de Ninegal, que servia como divindade tutelar da cidade. Era considerado o pai de Lagamar. |
| Urkitum Urkayītu                        | | Uruk                                                                 | Urkitum era originalmente um epíteto de Ishtar, que significa "a Urukeana", que acabou por se desenvolver numa deusa separada. É possível que ela fosse uma theos eponymos, uma representação divina da própria cidade de Uruk. Ela estava intimamente associada a Uṣur-amāssu. |
| Uṣur-amāssu                             | | Uruk                                                                 | Uṣur-amāssu era uma das divindades consideradas filhas de Adad e Shala. Embora inicialmente vista como um homem, passou a ser considerada uma deusa e alcançou um certo grau de destaque na Uruk neobabilónica, onde pertencia ao séquito de Ishtar. |
| Uttu                                    | | Babilónia                                                            | Uttu era a deusa da tecelagem. O seu nome era um termo para uma parte de um tear e um cognato do verbo sumério tuku, "tecer". Embora a alegação de que o seu nome significa "aranha" e que foi imaginada como uma aranha a tecer uma teia possa ser encontrada em várias publicações, pesquisas recentes mostram que a associação entre Uttu e aranhas está limitada a um único texto (uma hemerologia), que liga o seu nome sumério à palavra acádia uttutu (aranha). Era adorada em E-ešgar ("casa de atribuição de trabalho), parte do complexo de templos Esagil na Babilónia. Aparece no mito antigo Enki e Ninhursag, em que ela resiste aos avanços sexuais do seu pai Enki mas ele convence-a a deixá-lo entrar usando um presente de produtos frescos e a promessa de que ele se casará com ela. Enki intoxica-a então com cerveja e violações dela. É resgatada pela mulher de Enki, Ninhursag, que retira o sémen de Enki da sua vagina e o planta no solo, resultando no crescimento de oito novas plantas, que Enki mais tarde come. Ela também aparece no mito Enki e a Ordem Mundial e em Debate entre Ovelhas e Grãos. |
| Wer Mer, Ber, Iluwer                    | |                                                                      | Wer era um deus do tempo adorado principalmente no norte da Babilónia e na Assíria. Aparece numa versão babilónica antiga da Epopeia de Gilgamesh, que afirma que a montanha de cedro lhe pertencia, e que nomeou Humbaba como seu guardião. Provavelmente não é a mesma divindade que Itūr-Mēr de Mari, que se presume ser um herói divinizado na sua origem. |